# アースィフ・シャウカト

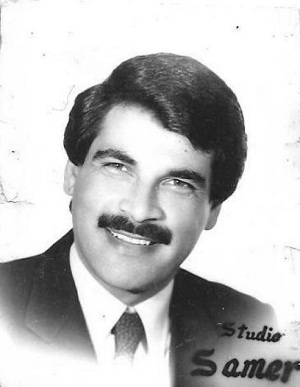

アースィフ・シャウカト（アラビア語: آصف شوكت、Asif Shawkat、1950年1月15日  - 2012年7月18日）は、シリアの軍人、政治家。元軍事情報部長（2005年2月 - 2009年）。シリア陸軍参謀副長（2009年 - 2011年）。国防副大臣（2011年 - 2012年）。陸軍大将。バッシャール・アル＝アサドの姉であるブシュラー・アル＝アサドを妻としていたため、大統領一族の一員として現大統領のバッシャールから特別の信任を得て大統領を陰から支えていると言われていたが、晩年は大統領と対立し政権中枢から外されていたとの観測もある。日本語では、アーセフ・シャウカトと表記されることがある。

## 経歴
シリア西部のタルトゥース市出身。アラウィー派。1968年、ダマスカス大学の法学部に入学し、バアス党員となった。1972年から1976年にかけて同大学の歴史学部で勉学を続けた。博士論文の題材は、1925年の大シリア蜂起である。1978年に士官学校に入校した。
1980年代当時、シリア陸軍でのシャウカトは遅咲きの中堅将校に過ぎなかったが、1980年代末にハーフィズ・アル＝アサド大統領の愛娘ブシュラと知り合う。アサド一族は娘の交際に反対したが、次男のバッシャールだけがシャウカトの味方に付いた。長兄バースィルの交通事故死を受けて後継者候補として遇されるようになったバッシャールの支援のおかげで、1995年にシャウカトは前妻と離婚してブシュラと結婚することができた。同時に大統領一族となったシャウカトは45歳で少将に昇進した。こののちもバッシャールはシャウカトと親密になり、ハーフィズ・アル＝アサド大統領も彼をバッシャールの安全保障問題担当顧問に任命した。特にシャウカトは、軍・政・党における粛清の発議者ともなった。
アサド一族の中には「成り上がり者」だとしてシャウカトを嫌う者もおり、1999年にはハーフィズの四男マーへルが大統領宮殿内でシャウカトを銃撃し、シャウカトが重傷を負うという事件が起きた。
その後、シャウカトは軍事情報局副長官に任命された。
2005年2月、シャウカトは、友人であるハサン・ハリール（Hasan Khalil）将軍に代わって軍事情報局長官に任命された。ハリールの退任は、公式にはハリールの定年（60歳）到達のためとされるが、元レバノン首相ラフィーク・ハリーリーの暗殺事件と関係しているともされる。
2009年、シャウカトはシリア・アラブ軍参謀次長に就任した。レバノンのシーア派武装組織ヒズブッラーの幹部イマード・ムグニーヤがシリアの首都ダマスカスで暗殺されたことや、シリアにとって不倶戴天の敵であるイスラエルによってアル=キバル（al-Kibar）の核施設が空爆されたこと（Operation Orchard）への責任をとるかたちで軍事情報局長官職を解任され、参謀次長という閑職に追いやられたと憶測されている。
2011年、国防次官に就任。シリア国防省は、事実上マーヘル・アサドの配下にあったが、シャウカトが国防次官に就任したことで、国防省の支配権を掌握したとされる。
しかし、翌2012年7月18日、ダマスカスのバアス党国家保安局ビルで会議中、自爆攻撃に遭遇して死亡した。62歳没。